# Tell Arbid
Tell Arbid (kurd: Tel Arbîd; àrab: تل عربيد, Tall ʿArbid) és un jaciment arqueològic del Pròxim Orient situat a la conca del riu Khabur, a la governació d'Al-Hasakah, a Síria. Es troba a 45 km al sud de Tell Mozan, el jaciment de l'antiga Urkesh.

## Història
La història i la identitat de Tell Arbid s'han anat descobrint com a resultat d'excavacions recents, gràcies a les quals s'ha pogut estipular que el seu període més pròsper va ser durant el III mil·lenni aC.
El lloc va estar intensament ocupat durant el període dinàstic arcaic, principalment durant el període ninivita 5 (2900-2600 aC). Al nord de Mesopotàmia, això és equivalent al període Jezirah inicial I–II. Les ruïnes d'una extensa ciutat datades del període ninivita 5 cobreixen gairebé tot el lloc. Altres jaciments contemporanis en aquesta zona de la conca del riu Khabur són Hamoukar i Chagar Baçar.
Més tard, l'ocupació va continuar durant el període de la III Dinàstica Inicial (Jezirah inicial III, 2600-2350 aC).
El lloc va ser ocupat només de manera esporàdica els període acadi, mitanni, neobabilònic i hel·lenístic.

## Arqueologia

### Història de la investigació
L'excavació inicial de Tell Arbid va ser realitzada per un equip del Museu Britànic liderat per l'arqueòleg anglès M.E.L. Mallowan. La campanya es va desenvolupar entre 1934 i 1936. Els objectes trobats durant les excavacions van acabar al Museu Britànic, a l'Institut de Col·leccions d'Arqueologia del University College de Londres, al Museu Ashmolean d'Oxford i alguns es van romandre a Síria. Bertille Lyonnet, del Centre Nacional de Recerca Científica de París, va fer un sondeig al lloc a la dècada de 1990. Des de 1996, el jaciment ha estat excavat per un equip polonès-sirià dirigit per Piotr Bieliński del Centre Polonès d'Arqueologia Mediterrània de la Universitat de Varsòvia i el Dr. Ahmad Serriyeh de la Universitat de Damasc. Aquestes excavacions van continuat fins a la temporada 2010. Durant l'any 2000 van ser assistits per un equip conjunt americà/austríac de la Universitat de Viena i Archeos Inc.

### Descobriments arqueològics
Tell Arbid és un jaciment amb presència arqueològica de vàries cultures. Comprèn un gran tel principal i 4 de més petits, que cobreixen conjuntament unes 38 hectàrees i una alçada màxima de 30 metres. Al tel principal s'hi ha trobat la presència d'elements de la cultura mitanni, accàdia, dinàstica primerenca i ninivita 5 en diferents capes, les dues darreres de les quals contenien edificis monumentals.
A l'edat del bronze, era una ciutat de mida mitjana situada entre els nuclis més grans de la regió al III mil·lenni aC: Tell Brak (l'antiga Nagar) i Tell Mozan (l'antiga Urkesh). Va estar habitada des del període ninivita 5 fins al període hel·lenístic, és a dir, des del 2750 aC fins al segle ii aC. El període principal d'ocupació es va produir a l'edat del bronze; les restes més recents –dels períodes neobabilònic i hel·lenístic– són escasses.
Les característiques més importants inclouen un temple ninivita 5 (l'anomenat Temple del Sud) amb una rampa que hi condueix, descobert l'any 2008. Un altre edifici sacre, l'anomenat Temple del Sud-oest, es va trobar al costat oest del tel. Els arqueòlegs també hi van trobar tombes de diferents períodes: de la cultura ninivita 5, de la cultura Khabur (1950–1500 aC) i dues tombes de dones ricament enterrades del període Mitanni (1500–1300 aC).
La ciutat va estar en el seu apogeu durant la primera meitat del III mil·lenni aC. D'aquesta època daten els barris residencials i econòmics, així com els edificis oficials i sagrats. Les troballes del període accadi en són menys les quals inclouen atuells sencers i restes arquitectòniques. Només en algunes parts del jaciment s'hi van trobar restes d'assentaments de principis del II mil·lenni aC. Les capes del període Mitanni van donar lloc a cases residencials i tombes. Després d'un parèntesi en l'assentament, que va durar fins al període neobabilònic, les estructures domèstiques hi van reaparèixer; Les troballes d'aquest període inclouen segells de cilindre. Els excavadors també van descobrir-hi les restes d'un caravanserrall del III mil·lenni aC.
Les excavacions a Tell Arbid van donar lloc a un ric conjunt de 577 figuretes d'argila zoomorfes i 67 d'antropomòrfes, datades d'entre el III i II mil·lenni aC. També s'hi van trobar comptes de pedra (de cornalina i lapislàtzuli, entre d'altres), segells de cilindre i eines de pedra. Un grup interessant d'objectes està format per 40 models de carros de terracota, conservats sencers o en fragments, que daten des de la cultura ninivita 5 fins a la cultura Khabur.